# Crisi bosniaca
La crisi bosniaca fu determinata nell'ottobre del 1908 dalla decisione dell'Austria-Ungheria di annettersi la Bosnia ed Erzegovina che occupava legalmente e di cui le spettava l'amministrazione secondo il trattato di Berlino (1878). La crisi che ne derivò coinvolse la Serbia e la Russia contrarie all'annessione e, sull'altro fronte, l'Austria-Ungheria e la Germania. La tensione internazionale perdurò fino al marzo 1909.
Per il definitivo deterioramento delle relazioni fra i due schieramenti, la crisi bosniaca è considerata una delle cause indirette dello scoppio della prima guerra mondiale. Contribuì, inoltre, a peggiorare le già difficili relazioni fra Italia e Austria-Ungheria.

## Il contesto e gli antefatti

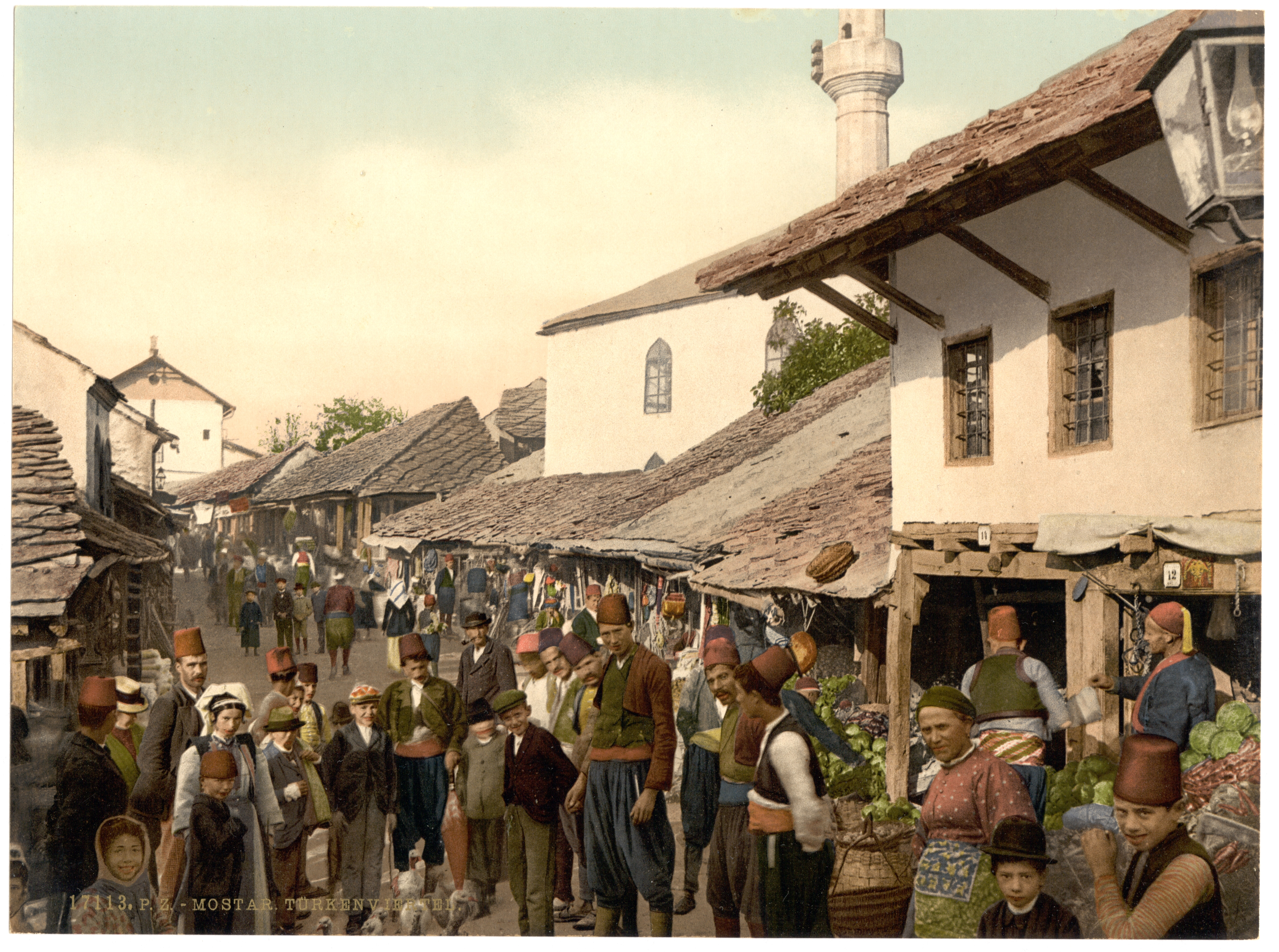
Il quartiere del mercato (Čaršija) di Mostar, in Erzegovina, nel 1890-1900

Con il congresso di Berlino del 1878 che seguì la guerra russo-turca, la Bosnia-Erzegovina fu ceduta all'amministrazione dell'Austria-Ungheria, che veniva così ripagata per non aver contrastato l'offensiva militare russa.
Formalmente però la Bosnia-Erzegovina rimaneva sotto la sovranità dell'Impero ottomano e la Serbia poteva ancora sperare di annetterne il territorio, che considerava una provincia nazionale.
Nei primi anni del XX secolo, nella provincia occupata dall'Austria il malcontento era straordinariamente diffuso. Nell'aprile del 1907, il giornale Narod di Mostar dichiarava che se non si fosse attuata l'evacuazione delle forze austriache sarebbe scoppiata una rivolta che avrebbe provocato la rovina dell'Impero asburgico.
A Vienna, viceversa, si facevano sempre più insistenti le ipotesi per un terzo stato che, affiancato ad Austria e Ungheria, avrebbe riunito i sudditi slavi del sud.
Un intensificarsi dell'agitazione panserba spinse ulteriormente il ministro degli esteri austriaco Alois von Aehrenthal nella direzione dell'annessione completa e definitiva della Bosnia-Erzegovina.

### La lettera di Izvol'skij
Un altro incentivo a risolvere la questione fu inaspettatamente fornito all'Austria dalla Russia. Il 2 luglio 1908, infatti, all'insaputa dei governi amici di Parigi e Londra, il ministro degli Esteri russo Aleksandr Petrovič Izvol'skij invitava, per iscritto, Aehrenthal a considerare l'ipotesi di uno scambio: la Russia avrebbe acconsentito all'annessione austriaca della Bosnia-Erzegovina e l'Austria si sarebbe interessata all'apertura degli stretti turchi (Bosforo e Dardanelli) alle navi russe. La genericità degli estremi sulla contropartita austriaca rendeva allettante la proposta per Aehrenthal.

### I Giovani Turchi
Tuttavia, la decisione austriaca di agire fu adottata dopo la ribellione di qualche giorno dopo dei Giovani Turchi. Si temeva infatti che costoro, dopo aver ottenuto la costituzione per l'Impero ottomano, avrebbero potuto invogliare i bosniaci alla rivolta oppure pretendere il ritorno completo della Bosnia-Erzegovina alla Turchia. Ciò perché al congresso di Berlino l'Austria aveva assicurato alla Turchia non solo che i diritti del Sultano sulla Bosnia-Erzegovina rimanevano validi, ma che l'occupazione sarebbe stata provvisoria.
Viceversa nel 1881, con l'Alleanza dei tre imperatori (scaduta nel 1887), Vienna si era riservata il diritto, di fronte a Germania e Russia, di annettersi la Bosnia-Erzegovina quando lo avesse ritenuto opportuno.

## L'incontro del castello di Buchlau

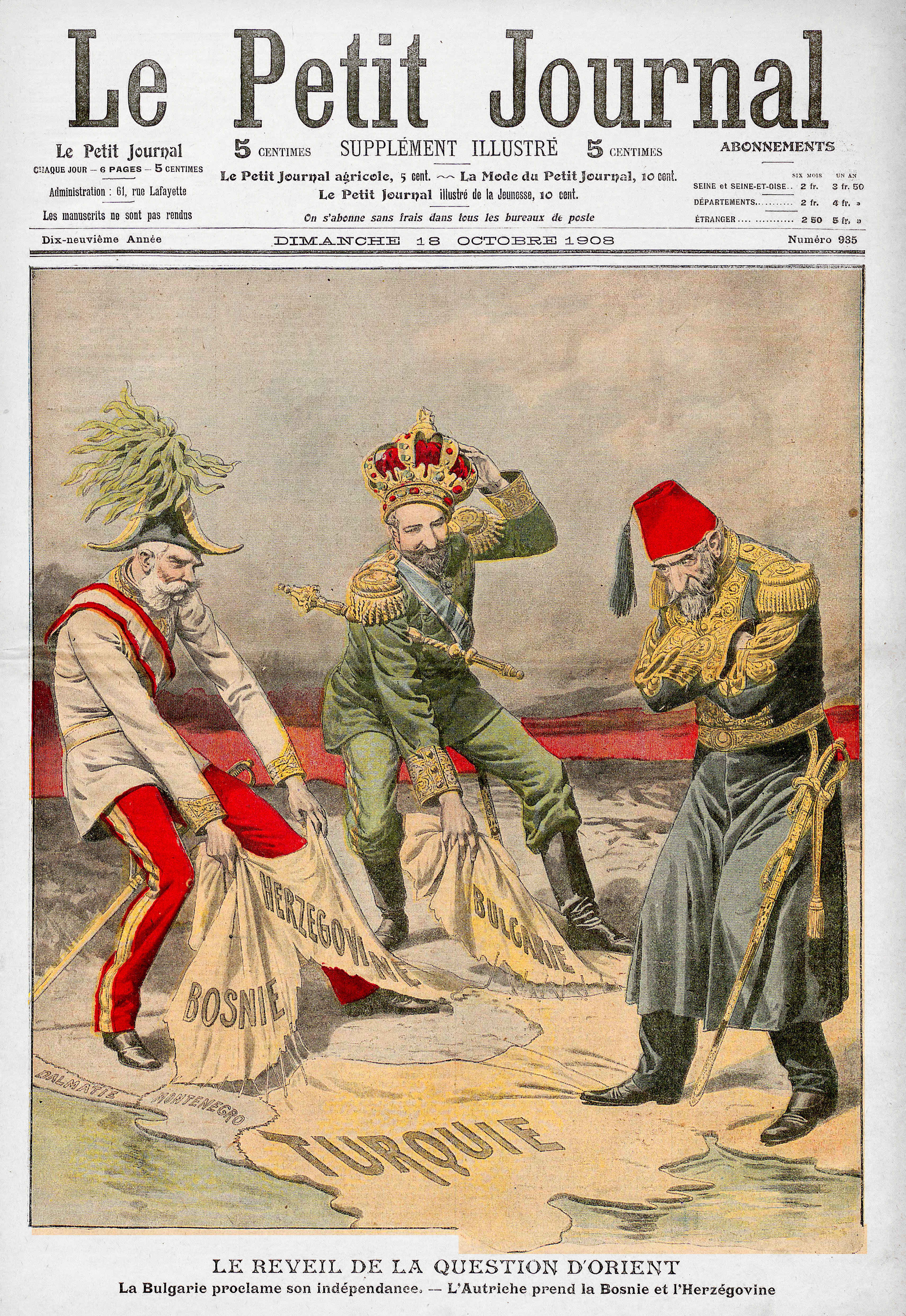
Il Petit Journal del 18 ottobre 1908 mostra Francesco Giuseppe e Ferdinando I di Bulgaria che si impossessano della Bosnia e della Bulgaria, di fronte al Sultano turco Abdul-Hamid II indispettito.

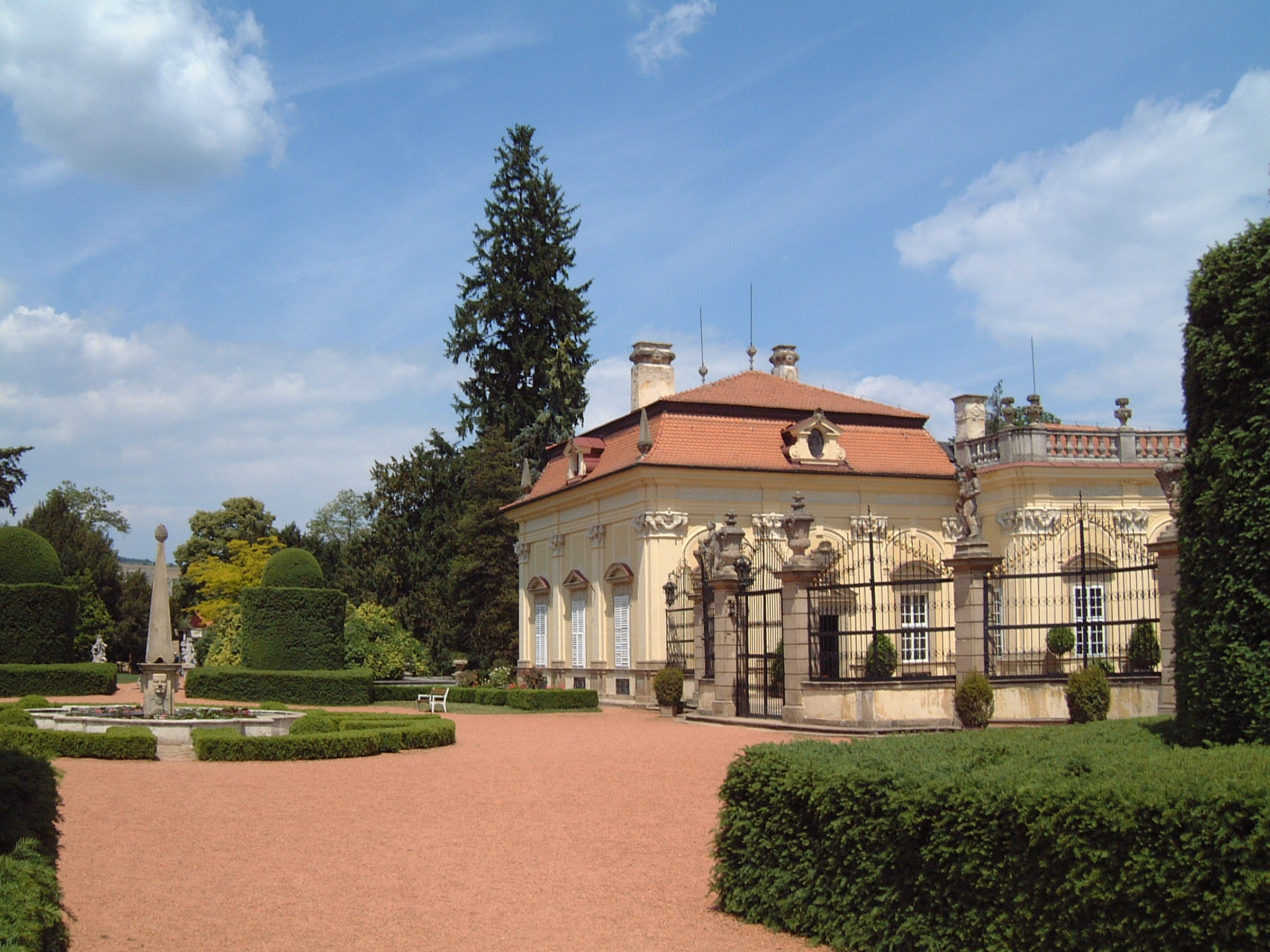
Il Castello di Buchlovice oggi, sede dell'incontro Aehrenthal-Izvol'skij del 1908.

Il ministro austriaco Aehrenthal, sulla base della lettera che gli aveva spedito Izvol'skij, ottenne un incontro con lui nel Castello di Buchlovice in Moravia, il 16 settembre 1908. Ci fu un accordo di massima sulla Bosnia ed Erzegovina, per il quale, però, le due versioni non concordano. Non fu stilato un verbale unico dell'incontro e la versione di Izvol'skij è del 30 settembre e risente dell'imminenza dell'annessione.

### La versione di Aehrenthal
Secondo il ministro di Vienna, Izvol'skij dichiarò che la Russia avrebbe assunto un atteggiamento amichevole di fronte all'annessione austriaca della Bosnia ed Erzegovina; in cambio di un analogo atteggiamento dell'Austria nel caso la Russia avesse chiesto alle potenze il passaggio negli stretti turchi di proprie navi da guerra isolate.

Ad una specifica domanda di Izvol'skij, Aehrenthal dichiarò di aver risposto che era molto probabile che l'annessione venisse proclamata al principio di ottobre.

### La versione di Izvol'skij
Il ministro di San Pietroburgo, invece, riferì di aver fatto presente che l'annessione era una questione che interessava le potenze firmatarie del Trattato di Berlino (1878) e che doveva essere considerata, se attuata unilateralmente, come una violazione di tale trattato. A quel punto, secondo Izvol'skij, Aehrenthal avrebbe offerto in cambio il ritiro delle truppe austriache dal Sangiaccato, ciò che il ministro russo avrebbe rifiutato, minacciando invece la trasgressione di clausole del Trattato di Berlino onerose per la Russia.
Sembra certo, comunque, che Izvol'skij a quel tempo non sapesse quando si sarebbe verificata l'annessione. Dichiarò che Aehrenthal ne avrebbe proposto, forse, il piano di attuazione l'8 ottobre e, dopo Buchlau, andò prima in villeggiatura e poi partì per un giro delle capitali europee allo scopo di ottenere il consenso delle potenze all'apertura degli stretti turchi.

## L'annessione
Prima di procedere con l'annessione, però, Aehrenthal volle assicurarsi che ci sarebbe stata, nei Balcani, un'altra violazione al Trattato di Berlino. La Bulgaria, nominalmente della Turchia secondo il trattato del 1878, era un principato autonomo governato dal principe viennese Ferdinando di Sassonia-Coburgo Gotha. Il 5 agosto 1908, Aehrenthal scrisse a Ferdinando invogliandolo a proclamare l'indipendenza del suo Paese, che fu puntualmente annunciata a Veliko Tărnovo esattamente due mesi dopo, il 5 ottobre.
Così, il giorno successivo, il 6 ottobre, l'imperatore Francesco Giuseppe diresse ai popoli della Bosnia ed Erzegovina un proclama in cui, premesso che per elevare quelle province a un più alto livello aveva deciso di dar loro istituzioni costituzionali, diceva: «Richiamandoci altresì ai legami corsi nella storia fra i nostri gloriosi avi sul trono ungherese, estendiamo i diritti della nostra sovranità sulla Bosnia-Erzegovina». L'annessione era compiuta.

### Le prime reazioni

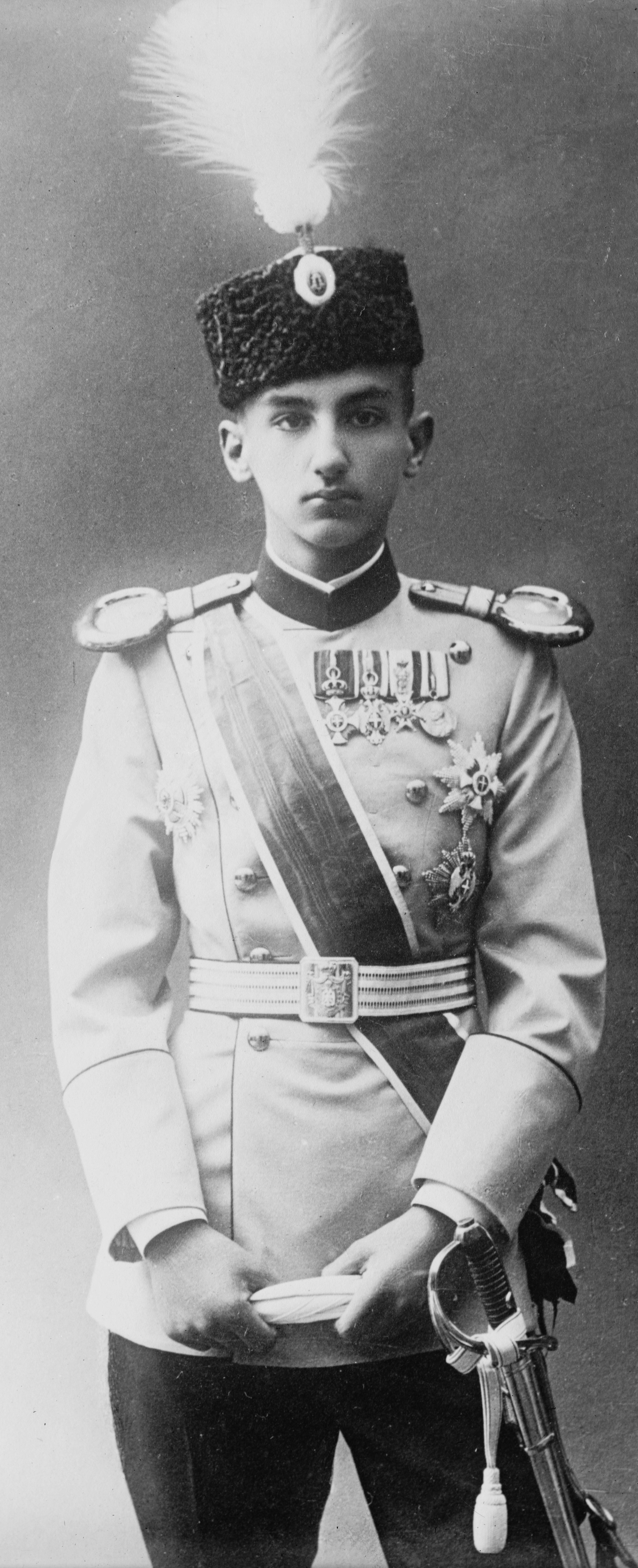
Il principe serbo Giorgio Karađorđević reagì con fermezza all'annuncio austriaco dell'annessione della Bosnia.

Per le profonde relazioni storiche e culturali con la provincia annessa, le ripercussioni più gravi si ebbero in Serbia. Fu ordinata la mobilitazione di 120 000 uomini e fu convocata la Skupština, l'Assemblea popolare, che approvò un credito straordinario. Venne inoltre fondata la Narodna Odbrana (Difesa Nazionale), un'associazione che ebbe il compito di proteggere e promuovere gli interessi nazionali serbi nella Bosnia-Erzegovina.
Il principe ereditario serbo, il ventunenne Giorgio Karađorđević si pose alla testa dei dimostranti e si proclamò pronto a morire, con tutto il suo popolo, per l'idea panserba. La folla nella capitale Belgrado tributò ovazioni ai rappresentanti della Russia, della Francia, della Gran Bretagna e dell'Italia e cercò di sfondare le finestre della legazione austriaca.
Ma anche la Turchia che aveva ceduto molto malvolentieri l'amministrazione della Bosnia-Erzegovina nel 1878, si sentì offesa per la mossa austriaca. A Costantinopoli, fra eccessi che si verificarono contro sudditi austriaci, furono boicottate tutte le merci provenienti da Vienna; mentre la stampa russa sosteneva che i serbi avrebbero dovuto esigere grandi compensi dall'Austria-Ungheria.
L'ostilità verso l'annessione venne manifestata anche a Praga (all'epoca una delle principali città dell'Austria-Ungheria) con cortei di dimostranti che sfilarono gridando «Viva la Serbia!»; ci furono attacchi ingiuriosi contro studenti tedeschi e la bandiera imperiale fu calpestata. I disordini di Praga furono così gravi che due mesi dopo, per le celebrazioni del 60º anniversario dell'ascesa al trono di Francesco Giuseppe, la città fu sottoposta alla legge marziale.
Allo scopo di perorare la causa serba, il ministro degli Esteri di Belgrado, Milovan Milovanović partì il 17 ottobre 1908 per un giro delle capitali europee. Lo seguì il 26 ottobre il principe Giorgio che, accompagnato dal capo del partito radicale Nikola Pašić, si recò a San Pietroburgo.

## La crisi

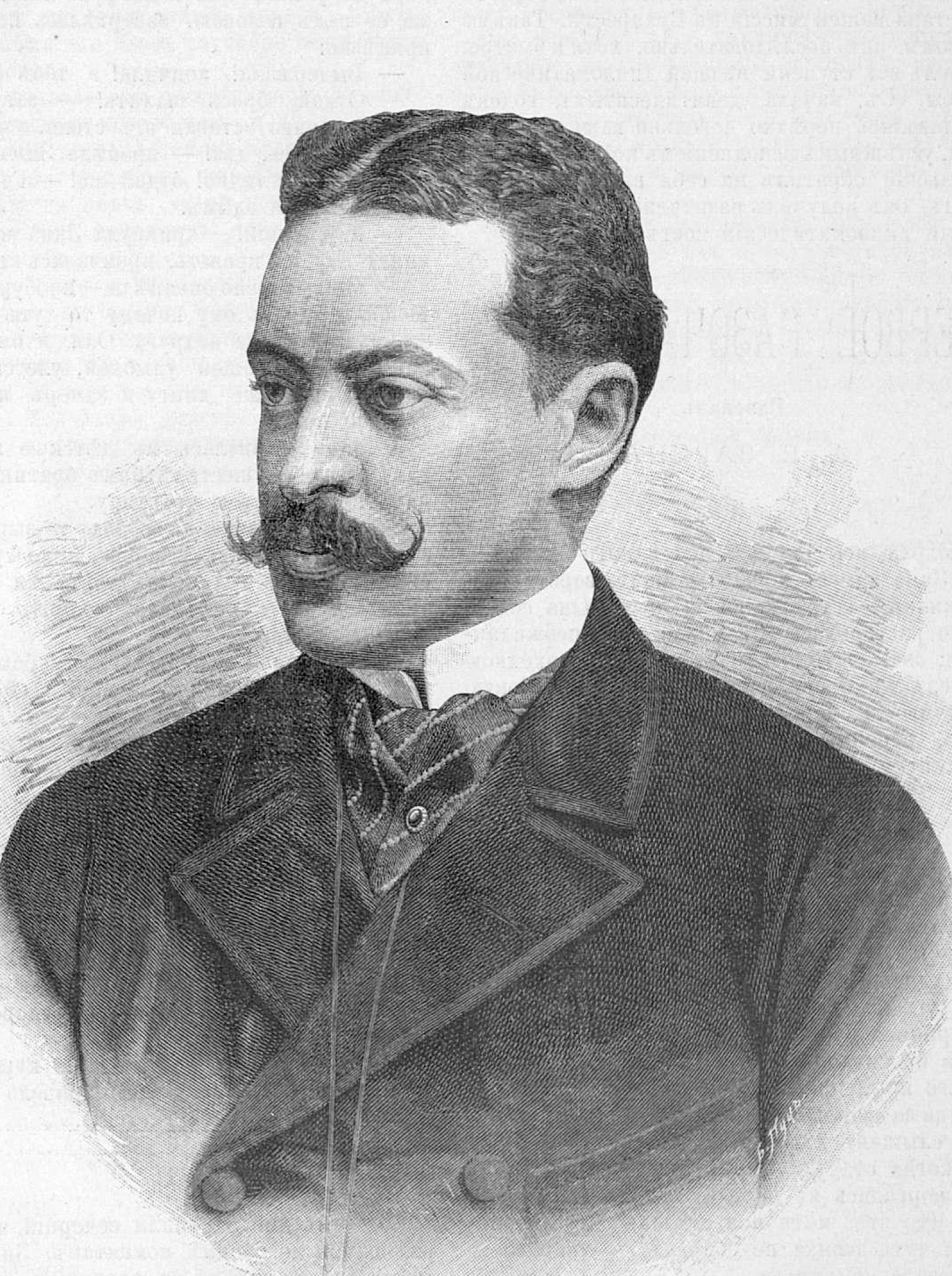
L'ingenuità del ministro russo Aleksandr Petrovič Izvol'skij fu all'origine della crisi

Anche in Montenegro l'annessione sollevò proteste. Il principe Nicola reclamò sia Spizza (dell'Austria-Ungheria), che dominava l'unico porto del Montenegro, Antivari, sia la soppressione dell'articolo 29 del Trattato di Berlino, che limitava la sovranità montenegrina sulla costa adriatica.
Izvol'skij era, comprensibilmente, la personalità più agitata, visto che appariva come colui che aveva permesso all'Austria l'annessione della Bosnia ed Erzegovina senza una reale contropartita. Invece di tornare in patria e affrontare lo zar, il ministro degli Esteri russo cercò di ottenere una qualche assicurazione dalle potenze occidentali sull'apertura degli stretti del Mar Nero. Dopo Vienna, era comparso prima a Londra, poi a Parigi, senza avere, come c'era da aspettarselo, qualche fortuna. Il 24 ottobre arrivò a Berlino, apparendo al Cancelliere Bernhard von Bülow «come un uomo affranto. […] Egli ripeté che “purtroppo” aveva creduto all'onestà e lealtà di Aehrenthal, ma era stato tremendamente deluso».
L'insuccesso di Izvol'skij a Londra fu dovuto soprattutto alla volontà del ministro degli Esteri britannico Edward Grey di far rispettare ai russi l'accordo anglo-russo del 1907, disatteso, secondo gli inglesi, in Persia.
Bülow, d'altronde, desideroso di vendicare lo smacco della Conferenza di Algeciras e di spezzare il debole fronte anglo-franco-russo, decise di fare di tutto per evitare una nuova conferenza internazionale, che intanto era stata proposta da Izvol'skij, e puntò le sue carte sulla momentanea debolezza economica di San Pietroburgo, in grave crisi finanziaria e quindi verosimilmente impossibilitata a muovere guerra.
A tale riguardo, per sostenere meglio l'Austria, che con l'Italia era legata alla Germania dalla Triplice Alleanza, il 30 ottobre 1908 Bülow scrisse ad Aehrenthal: «Qualunque decisione voi prendiate, la considererò come l'unica appropriata»; nel gennaio 1909 il Capo di stato maggiore dell'esercito tedesco Helmuth von Moltke scriveva, con l'approvazione di Bülow, al suo omologo austriaco Conrad: «Nel preciso momento in cui la Russia mobiliterà, mobiliterà anche la Germania e si tratterà indubbiamente di una mobilitazione generale».

### L'avvicinamento franco-tedesco
L'ostilità tedesca verso la Russia implicò un tentativo da parte di Bülow di riconciliazione con la Gran Bretagna e la Francia. Con la prima, però, il margine di manovra si rivelò assai ristretto, data la gaffe commessa dall'imperatore Guglielmo II in occasione di un'intervista al Daily Telegraph.
Con Parigi, invece, alleata della Russia, Bülow ebbe maggior successo, riuscendo a stipulare il 9 febbraio 1909 un'intesa per la quale la Germania riconosceva la supremazia politica della Francia sul Marocco, mentre i francesi si impegnavano a non intralciare nella stessa zona gli interessi economici della Germania. Accontentata la Francia sul Marocco, la posizione della Russia risultò più debole.

### L'ultimatum di Bülow alla Russia

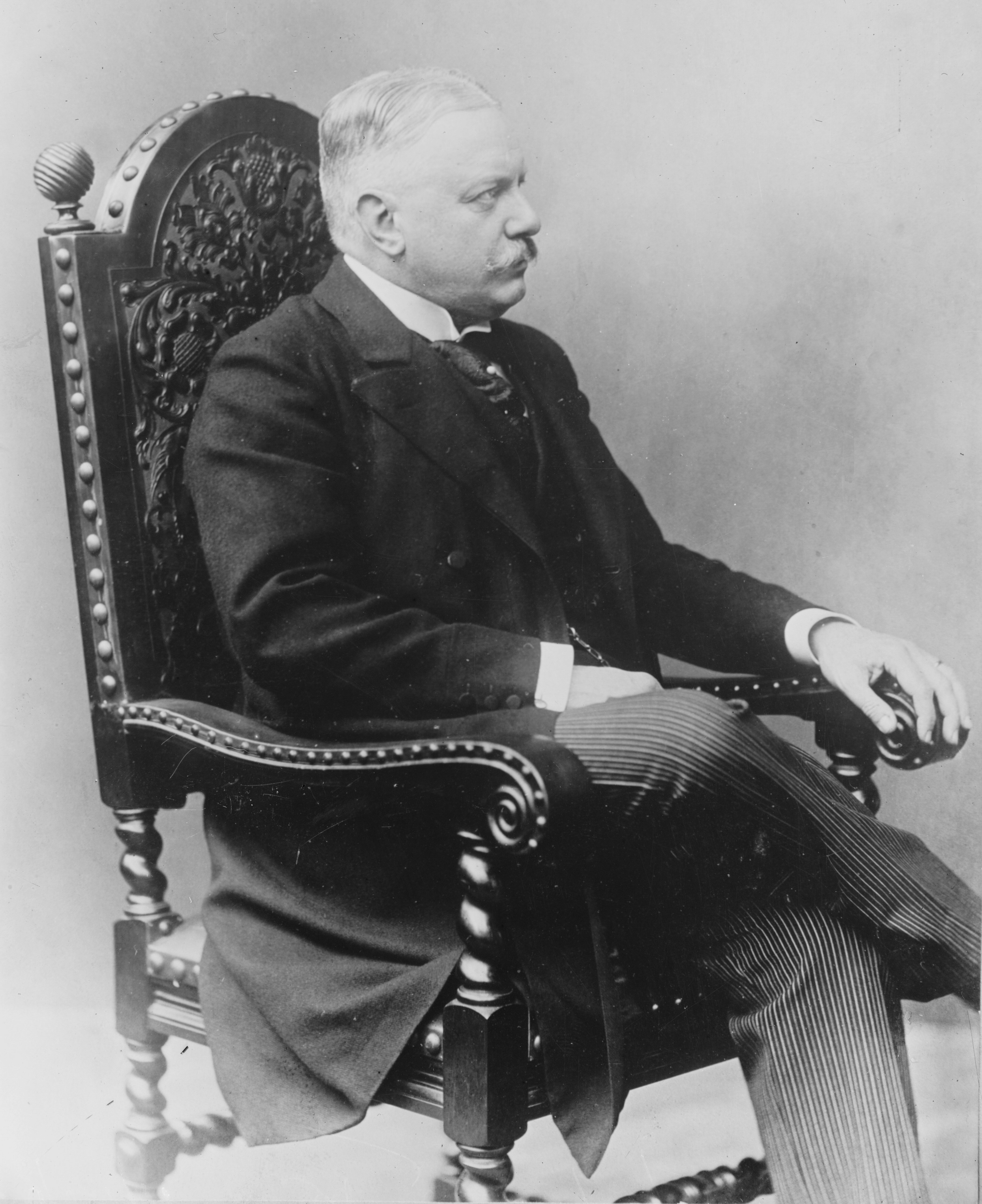
Il cancelliere tedesco Bernhard von Bülow difese l'operato dell'Austria

In queste circostanze così favorevoli, Vienna consolidò la sua posizione dopo il 26 febbraio, quando raggiunse, mediante il pagamento di due milioni e mezzo di lire turche, l'accordo con Costantinopoli per il riconoscimento del passaggio della Bosnia-Erzegovina all'Austria-Ungheria. La Serbia, però, spalleggiata ancora dalla Russia, non aveva intenzione di cedere e non volle riconoscere l'annessione austriaca senza la convocazione di una conferenza internazionale.
Il 14 marzo 1909, perdurando lo stato di agitazione in Serbia e conseguentemente in Austria-Ungheria, Bülow comunicò all'ambasciatore russo che sarebbe stato un delitto far precipitare l'Europa in una guerra sanguinosa, ma che se Izvol'skij non avesse agito per tenere a freno i serbi, alla Germania non restava che lasciare all'Austria di procedere contro la Serbia nel modo che le sembrasse più conveniente.
Ancora il 21 marzo, deciso a riportare una vittoria diplomatica a costo anche di compromettere irreparabilmente le relazioni del suo Paese con la Russia, Bülow telegrafò all'ambasciatore a San Pietroburgo:

«Vostra eccellenza vorrà ancora dire a Iswolsky [-Izvol'skij-] in un modo fermo che noi attendiamo una risposta precisa: sì o no. Saremo obbligati a considerare ogni risposta evasiva [...] come un rifiuto. In tal caso noi ci ritireremo e lasceremo che le cose seguano il loro corso. La responsabilità di tutti gli avvenimenti ulteriori ricadrà allora su Iswolsky».

Questo passo tedesco è passato alla storia come un ultimatum della Germania alla Russia.
Tre giorni dopo questo telegramma, pervenne a Berlino e a Vienna il consenso della Russia, senza restrizioni, all'annessione della Bosnia-Erzegovina. Invano l'ambasciatore inglese a San Pietroburgo, Arthur Nicolson, fece osservare a Izvol'skij che in questo modo non solo abbandonava la posizione assunta, facendo subire alla Russia un'umiliazione, ma dava anche l'impressione di staccarsi politicamente dalla Gran Bretagna e dalla Francia. L'anno dopo, nel 1910, come conseguenza della crisi bosniaca, Izvol'skij dovette cedere la poltrona di ministro degli Esteri a Sergej Dmitrievič Sazonov.

### La resa della Serbia e la fine della crisi

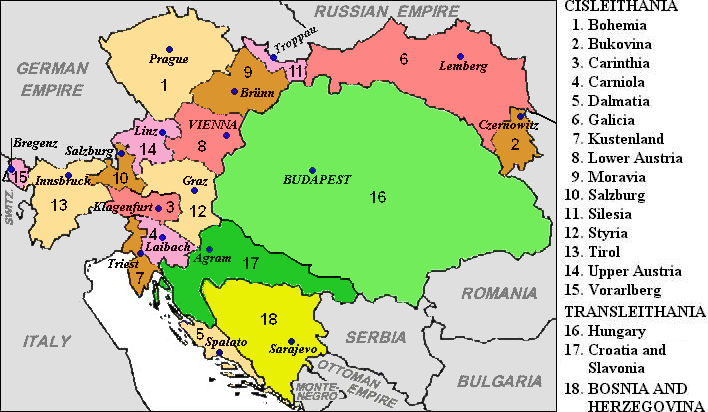
Le province dell'Austria-Ungheria dopo la crisi bosniaca

Ritiratasi la Russia, il 27 marzo 1909, sentendosi al sicuro, l'Austria decise la mobilitazione delle truppe destinate contro la Serbia e il Montenegro. Alle 23,30 dello stesso giorno, il ministro degli Esteri britannico Edward Grey, disgustato dalla capitolazione di Izvol'skij, autorizzò l'ambasciatore a Vienna a comunicare al governo austriaco che Londra aderiva alla formula di Aehrenthal.
Il 31 marzo, la Serbia, sollecitata dalle grandi potenze, presentò a Vienna la nota con la quale rinunciava non solo all'atteggiamento di protesta contro l'annessione della Bosnia-Erzegovina, ma si impegnava a mutare il corso della sua politica verso l'Austria per convivere da buona vicina. Con lo stesso documento la Serbia assicurava anche di ricondurre l'esercito allo stato precedente la crisi (cioè alla primavera del 1908). Aehrenthal si dichiarò soddisfatto della nota serba e si giunse alla conclusione che la conferenza non era più necessaria. Questo fu uno dei segni più tangibili della vittoria diplomatica austro-tedesca.
Raggiunto il 7 aprile anche l'accordo col Montenegro (che grazie a Italia e Gran Bretagna ottenne alcuni vantaggi di sovranità sulla costa), Aehrenthal chiese alle potenze di riconoscere formalmente la soppressione dell'articolo 25 del Trattato di Berlino, che appunto stabiliva la sola e semplice amministrazione austriaca della Bosnia-Erzegovina, riconoscimento che ottenne fra il 7 ed il 19 aprile.

## La crisi bosniaca nei rapporti fra Austria e Italia
Nell'estate del 1908, benché risoluto a non scoprire la sua intenzione di procedere all'annessione in breve tempo, il ministro Aehrenthal trovò necessario sondare il pensiero del governo italiano incontrandosi con il suo omologo, il conservatore Tommaso Tittoni. Il colloquio avvenne il 24 agosto 1908 a Salisburgo; i ministri delle due nazioni alleate parlarono della questione Bosnia ed Erzegovina e dal rapporto di Aehrenthal (non esiste una relazione di Tittoni) si evince che:

«[...] Tittoni non ha esitato a dichiararmi in maniera precisa che, naturalmente, la Bosnia-Erzegovina ci apparteneva e che noi avevamo la firma dell'Italia per il nostro diritto su queste province. [...] Il trattato della Triplice è stato stipulato quattro anni dopo l'occupazione e stabilisce esplicitamente che a compensi territoriali si dovrebbe addivenire solo quando l'uno o l'altro dei contraenti procedesse all'occupazione temporanea o definitiva di un paese turco».
Il ministro degli Esteri austriaco si riferiva all'articolo 7 del trattato della Triplice alleanza. Esso stabiliva che, fra Austria-Ungheria e Italia, in caso di “occupazione temporanea o permanente” di territori nei Balcani, la potenza occupante avrebbe riconosciuto compensi all'altra. L'interpretazione di Aehrenthal escludeva che l'annessione della Bosnia-Erzegovina fosse stata una “occupazione” (dato che la provincia era già occupata) per cui l'Italia non aveva diritto ad alcun compenso in caso di annessione. È facile immaginare che molti italiani non fossero d'accordo.

### Tittoni segue Aehrenthal

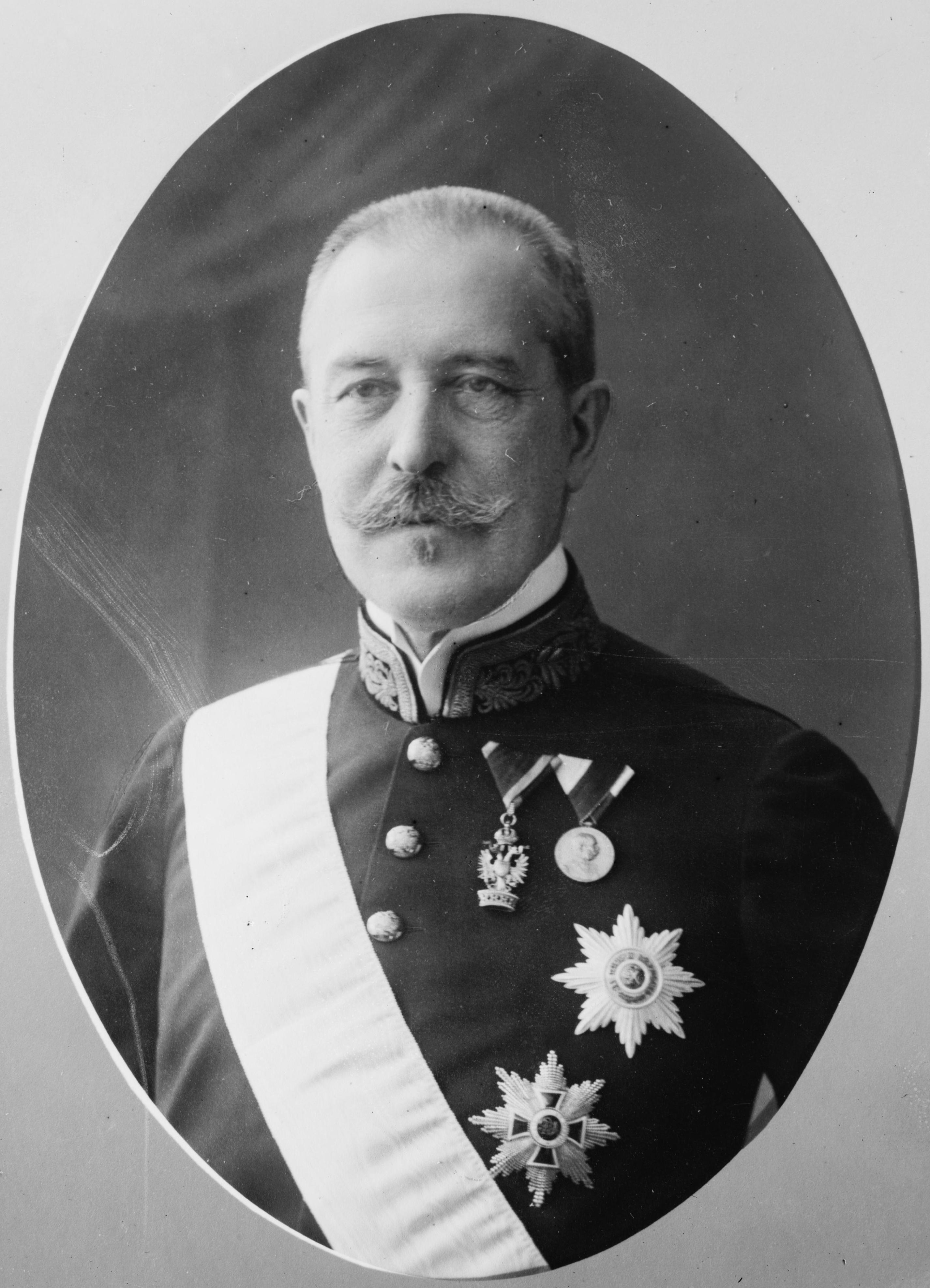
Il ministro austriaco Alois Lexa von Aehrenthal fu l'artefice della crisi.

Aehrenthal, comunque sia andato il colloquio, non accennò a Tittoni il fatto che l'annessione della Bosnia-Erzegovina sarebbe stata questione di settimane, così come a quel tempo non ne aveva parlato a Izvol'skij né a Wilhelm von Schoen, il ministro degli Esteri tedesco incontrato qualche giorno dopo Tittoni.
Dopo l'incontro di Buchlau del 16 settembre, Aehrenthal scrisse a Tittoni annunciandogli che l'annessione era imminente. Il ministro italiano, benché sorpreso, rispose assecondando il collega austriaco. Tittoni tuttavia, per il suo prestigio e per quello dell'Italia, pensò ad un accordo a tre fra il suo Paese, l'Austria e la Russia. Egli immaginava compensi per Roma tali da non scontentare Vienna.
Il 6 ottobre 1908, giorno dell'annessione, Tittoni in un discorso pubblico si spinse a dire che l'Italia poteva attendere serenamente gli avvenimenti e che il governo chiedeva all'opinione pubblica fiducia, poiché «potrà dimostrare di averla pienamente meritata». Questo discorso, nel quale si indulgeva alla violazione austriaca del Trattato di Berlino e si faceva sperare agli italiani grandi compensi, fu un errore che il ministro, successivamente, riconobbe.
Quando l'opinione pubblica seppe, invece, che quasi non c'erano concessioni (l'Austria rinunciò solo ai suoi diritti sul Sangiaccato di Novi Pazar) si diffuse in Italia un senso di delusione e di esasperazione che diede luogo a proteste e minacciò di travolgere la posizione di Tittoni.

### Tittoni nella bufera
La campagna di stampa contro il ministro degli Esteri italiano fu durissima e, per riparare al danno, Tittoni avanzò proposte all'Austria di compensi all'Italia di vario tipo; poi sostenne la necessità di una conferenza internazionale e infine minacciò le sue dimissioni e l'uscita dell'Italia dalla Triplice alleanza. Aehrenthal fu, tuttavia, irremovibile e le aperture a Tittoni furono praticamente nulle.
Così fu che il ministro italiano dovette presentarsi in parlamento senza avere ottenuto alcunché dall'Austria.

### La crisi nel Parlamento italiano

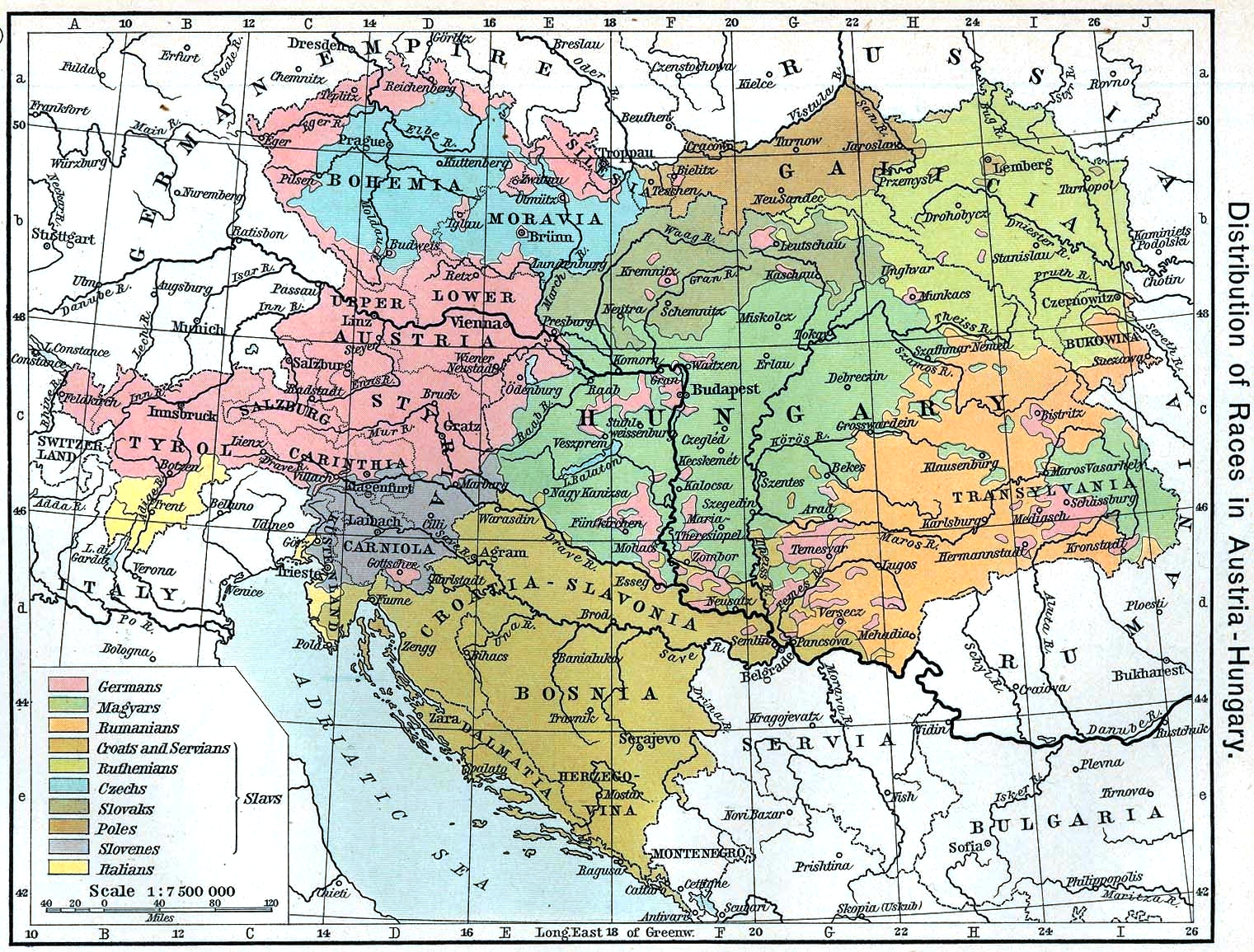
Distribuzione linguistica
nell'Austria-Ungheria del 1911

In un dibattito alla Camera, che durò dal 1º al 4 dicembre 1908, si susseguirono interventi favorevoli e contrari alla condotta del governo. Il filogermanico Guido Fusinato difese coraggiosamente Tittoni. Il deputato triestino Salvatore Barzilai, invece, in un discorso asperrimo affermò il diritto dell'Italia a compensi in base al trattato della Triplice alleanza. Anche Sidney Sonnino si scagliò contro il discorso di Tittoni del 6 ottobre e definì illusorie le concessioni austriache.

#### L'intervento di Fortis
Ma il discorso più importante fu tenuto da Alessandro Fortis. Egli si disse disposto ad approvare la politica del governo, ma non quella dell'Austria, che con l'annessione violava il Trattato di Berlino. Fortis riconosceva che all'Italia non era dato di seguire altra politica, perché non poteva isolarsi dalle altre potenze senza mettersi in pericolo, e chiudeva il suo discorso così:

«O cessa questa anormalissima condizione di cose per cui l'Italia non ha ormai da temere la guerra che da una potenza alleata... ed io spero ed auguro con tutto il cuore che questa condizione intollerabile possa cessare; oppure non può cessare, ed allora riprendiamo serenamente la nostra libertà di azione».
Un uragano di applausi salutava queste parole, dopo le quali anche il presidente del Consiglio Giolitti si recava a stringere la mano all'oratore, avvalorando l'impressione che volesse abbandonare Tittoni.

#### La difesa di Tittoni
Il ministro degli Esteri, presa la parola, fece un'abile difesa della sua politica, dimostrando come l'Austria già esercitasse da anni in Bosnia-Erzegovina una sovranità piena e come, in quel momento, non c'era altra condotta da seguire: Triplice alleanza integrata dalle amicizie con Francia e Gran Bretagna, e da accordi con la Russia.
Parlò infine Giolitti, che dichiarò che nella crisi bosniaca non erano in causa né l'onore né gli interessi vitali della nazione, il cui bisogno supremo era la pace. Il 4 dicembre 1908 la Camera approvò la politica estera del governo con 297 voti contro 140, soprassedendo in tal modo sull'operato austriaco. Fu, soprattutto, un successo personale di Giolitti.
Con l'azione diplomatica di Bernhard von Bülow che, come abbiamo visto, neutralizzò la resistenza russa, e con essa quella britannica, l'ipotesi di una conferenza internazionale cadde definitivamente. La Bosnia-Erzegovina era austriaca. Il mondo era cambiato: principalmente Germania e Austria avevano tracciato un confine invalicabile fra loro e la Russia.

## Verso la prima guerra mondiale
A San Pietroburgo, Aleksei Stepanovič Čomjakov, il presidente della Duma, assicurò l'ambasciatore serbo che in quel momento non era possibile intervenire, ma che in futuro la Russia avrebbe considerato ogni violenza fatta alla Serbia come l'inizio di un incendio europeo.
In una lettera a Bülow del 22 giugno 1909, l'ambasciatore tedesco a Belgrado scrisse riferendosi al popolo serbo: «Il piccolo gruppo delle persone veramente colte o semicolte [...] non vuole rassegnarsi, per la sua boria nazionale offesa, ad accettare il fatto dell'annessione. Si starà, perciò, come il cacciatore alla posta, per cogliere l'istante giusto per sparare un colpo a segno». L'ambasciatore non sospettava, certo, di quale colpo molto concreto si sarebbe trattato il 28 giugno 1914.

## Note

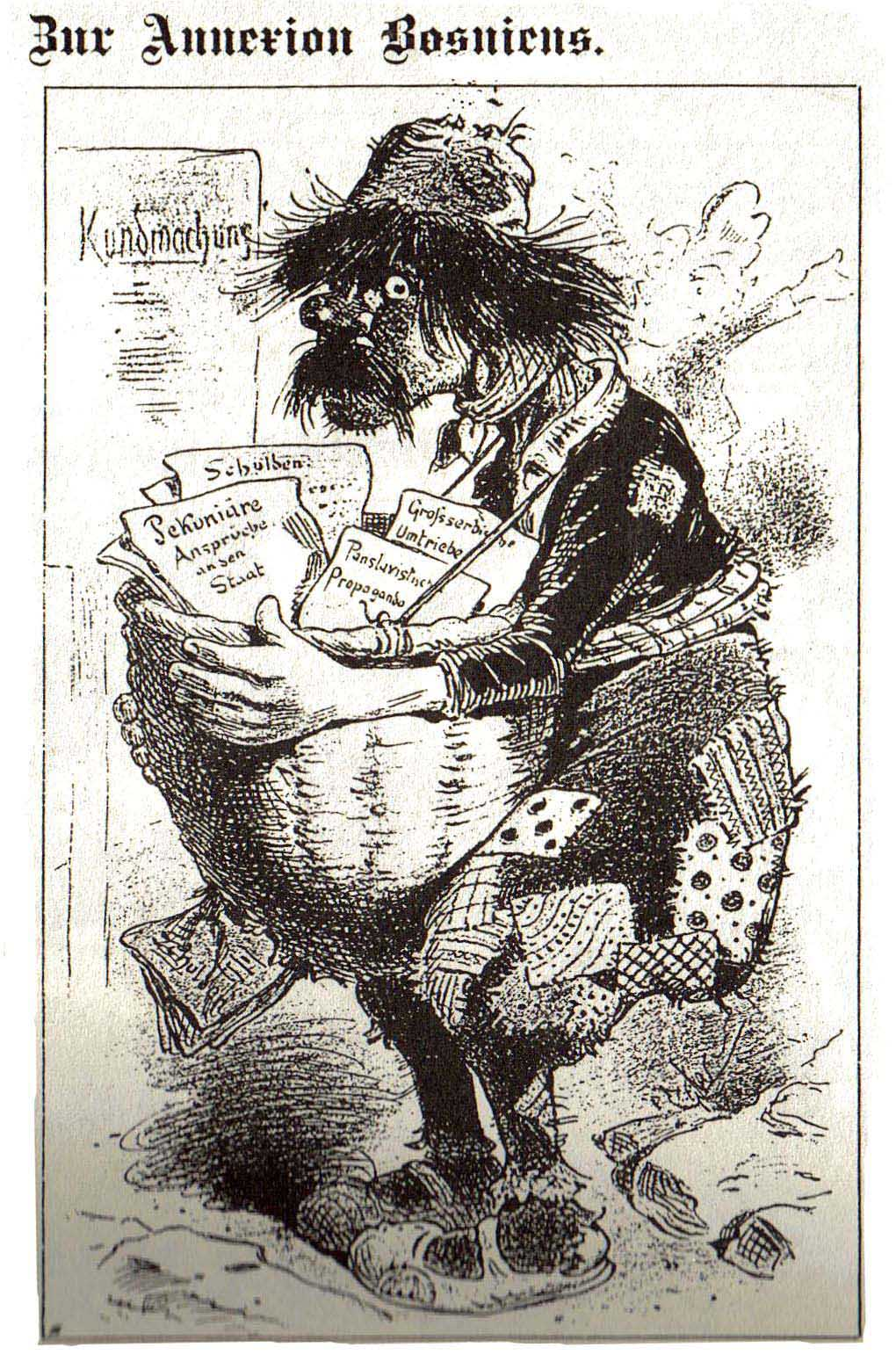
Il giornale austriaco Kikeriki il 15 ottobre 1908 ironizza sugli scarsi vantaggi ottenuti da Vienna con l'annessione della Bosnia-Erzegovina